# Кастелнуово Магра
Кастелнуово Магра (итал. Castelnuovo Magra) је насеље у Италији у округу Ла Специја, региону Лигурија.
Према процени из 2011. у насељу је живело 463 становника. Насеље се налази на надморској висини од 195 м.

## Становништво
| 1936. | 1951. | 1961. | 1971. | 1981. | 1991. | 2001. | 2011. |
| ----- | ----- | ----- | ----- | ----- | ----- | ----- | ----- |
| 4.770 | 5.531 | 5.842 | 6.660 | 7.975 | 7.912 | 7.935 | 8.269 |